# Wörthersee Schifffahrt

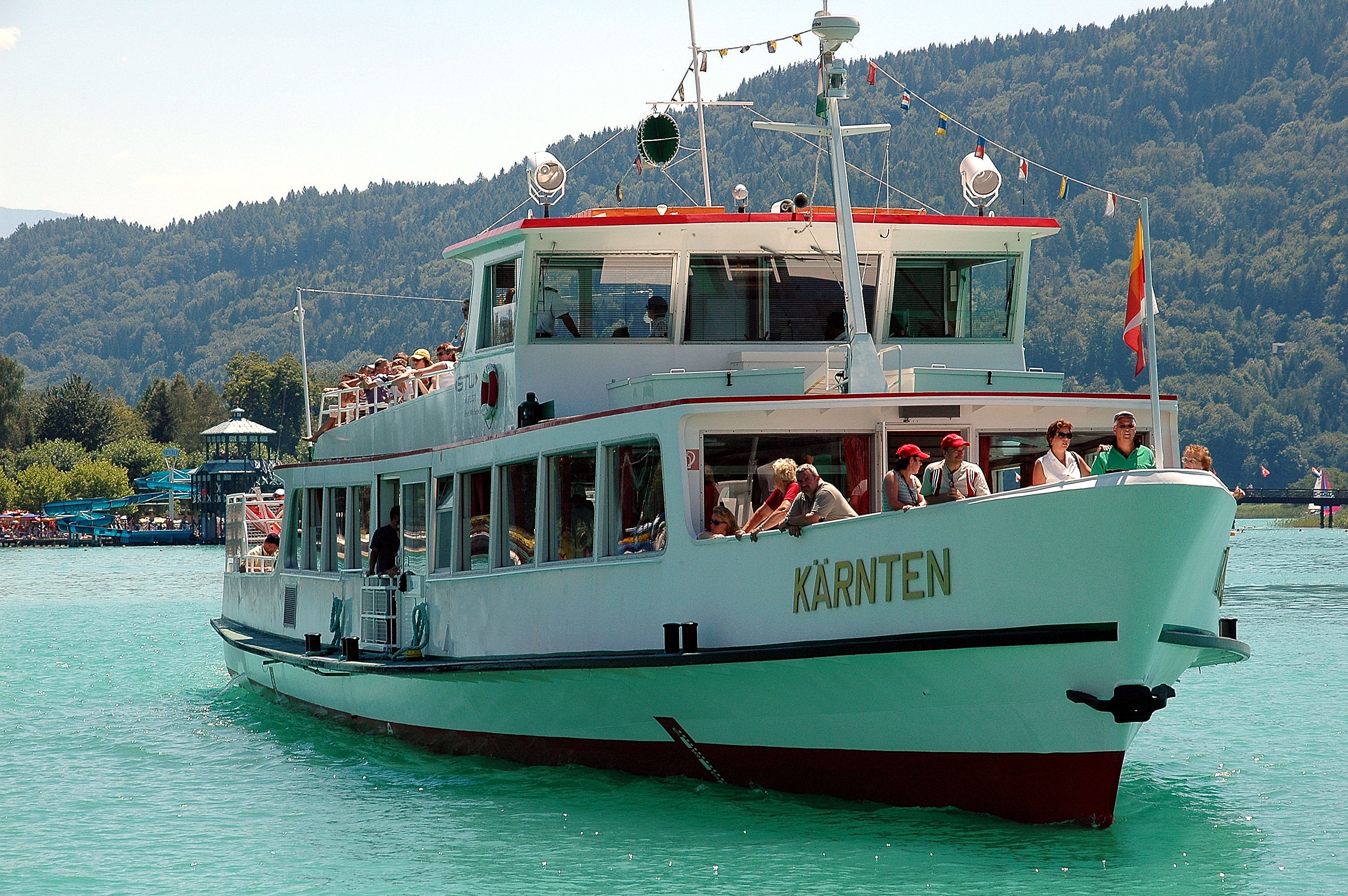
Die Kärnten in Pörtschach

Die Wörthersee Schifffahrt, genauer WSG Wörthersee Schifffahrt GmbH, ist ein Schifffahrtsunternehmen, das Personentransporte und Ausflugsfahrten auf dem Wörthersee anbietet.

## Geschichte

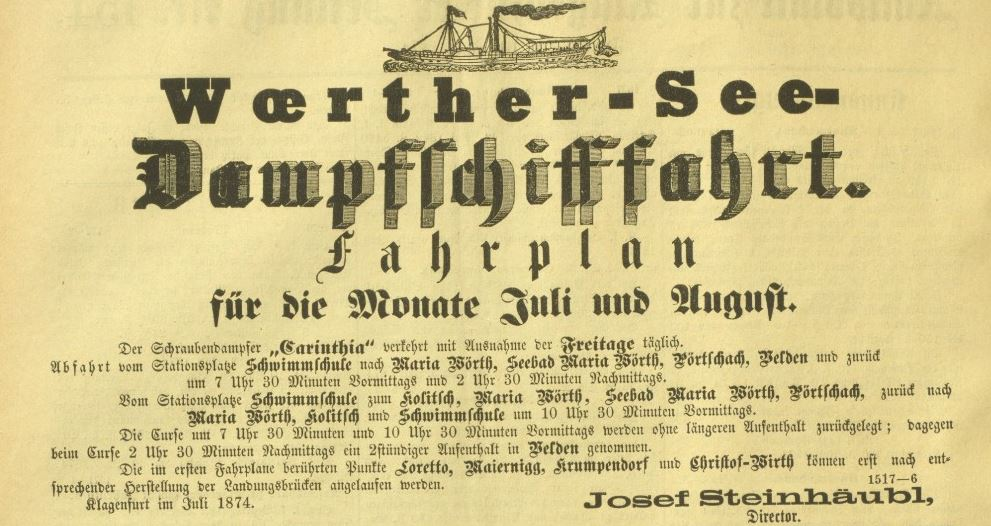
Zeitungsinserat über den Fahrplan der Carinthia, 1874

Es wird angenommen, dass auf dem Wörthersee schon lange vor schriftlichen Aufzeichnungen Schiffe fuhren. So wurde 2007 ein ungefähr 1000 Jahre alter Einbaum nahe Pritschitz gefunden. Wie und in welcher Form der See damals genutzt wurde, ist bis dato unbekannt.
Um 1240 wurde der Wörthersee erstmals in Verbindung mit der Schifffahrt erwähnt. Der Herzog Bernhard von Spanheim wollte nämlich die Stadt Klagenfurt mittels eines Kanals an den See anknüpfen. Das Vorhaben scheiterte am Abt von Viktring, der darin Gotteslästerung sah. Als gläubiger Christ ließ der Herzog von seinem Vorhaben ab.
Im Mittelalter wurde Klagenfurt des Öfteren Opfer von großen Bränden, weswegen man sich 1527 entschied, den Lendkanal doch zu bauen. Ab 1558 konnten erstmals Schiffe vom Wörthersee in die Stadt fahren.
Mitte des 19. Jahrhunderts dauerte eine Fahrt von Villach nach Klagenfurt via Postkutsche circa acht Stunden. Als die Freiherr von Herbert'schen Dampfschifffahrtsgesellschaft im Oktober 1853 den öffentlichen Betrieb zwischen Velden und Klagenfurt ankündigte und die Fahrzeit so auf 4 Stunden reduzierte, fand die Schifffahrt unter der Bevölkerung sofort Anklang. Befördert wurden die Passagiere mit dem Schaufelraddampfer Maria Wörth.
Nur ein Jahr später kam es zum herben Rückschlag der Schifffahrt am Wörthersee. Man entdeckte, dass die Wellen, die das Dampfschiff verursachte, den schlecht bebauten Lendkanal beschädigten und mehrere Stellen einsturzgefährdet waren. Es folgte ein jahrelanger Streit zwischen Schifffahrtsgesellschaft, Stadt und Land, der 1873 in einem Verbot für Dampfschiffe im Lendkanal mündete. Da im selben Jahr die Maria Wörth einen Totalschaden erlitt, gab Freiherr von Herbert seine Gesellschaft auf.
Ein Jahr später wurde eine neue Schifffahrtsgesellschaft gegründet, die mit dem Schraubendampfer Carinthia die Verbindung Villach-Klagenfurt wiederherstellte. Die Schiffe Neptun (1883) und Helios (1892) folgten. Zur Jahrhundertwende erfuhr der Wörthersee immer stärker werdenden Tourismus. Aufgrund der Nachfrage wurde ein neuer Dampfer, die Thalia, geordert.
Im frühen 20. Jahrhundert fing die Stadt Klagenfurt an, Schifffahrtsbetriebe aufzukaufen, um ein Monopol anzustreben. Grund dafür war vor allem das riesige Potential als öffentliches Verkehrsmittel. Orte, die insbesondere südseitig des Wörthersees lagen, waren vom Landverkehr abgeschnitten. Die von der Stadt verwaltete Schifffahrtsgesellschaft wurde als Wörthersee Schifffahrt (kurz WS) bekannt.
Die WS expandierte unter der Leitung der Stadt kräftig. Die Neuanschaffungen von 1924 hießen Koschat (heute Loretto) und Hülgerth (heute Lorelei). Die Schiffe fuhren bereits mit Diesel. Beide Motorschiffe fahren heute für die Nostalgieschifffahrt Wörthersee. In den 1930er Jahren zählte die Wörthersee Schifffahrt insgesamt 12 Schiffe.
Während des Zweiten Weltkrieges geriet die WS in Bedrängnis. Immer mehr Arbeiter wollten mit den Schiffen nach Klagenfurt fahren, doch gleichzeitig kam es in der Region zu einem Material- und Brennstoffmangel. Die Schifffahrtsgesellschaft konnte nur die kleinen Boote Loretto und Lorelei betreiben.
Kurz nach dem Krieg geschah auch das erste und bis heute letzte Unglück mit Todesfolge. Ein Maschinist schloss auf der Wulfenia Sauerstoff anstatt Pressluft an. Die darauffolgende Explosion tötete den Mann und das Schiff sank.
Am Ende der Besatzungszeit blühte der Tourismus wieder auf. In der Hochsaison fuhr jede halbe Stunde ein Schiff.
Um 1964 entschied man sich, die alten Dampfschiffe, mit Ausnahme der Thalia stillzulegen. Dafür schaffte man die Motorschiffe Wiesbaden und Maria Wörth an.
1972 ersetzte man die Neptun durch das Motorschiff Klagenfurt. Zwei Jahre später wollte man selbiges mit der Thalia, die als betriebsuntauglich erklärt worden war, machen. Sie sollte durch das Schiff Kärnten ersetzt werden. Stimmen aus der Bevölkerung verhinderten dies fürs Erste.
Erst 1982 entschied man sich, die Thalia zu restaurieren. Mittlerweile war das Schiff der letzte Schraubendampfer auf einem österreichischen Binnensee. Am 2. Juli 1988 absolvierte die Thalia ihre zweite Jungfernfahrt auf dem Wörthersee.
In den 1970er und 1980er Jahren kam die Schifffahrt als Attraktion stärker in den Fokus. Alte Routen wurden wieder befahren und ausgediente Schiffe restauriert. Ab 1988 wurden Erlebnisfahrten zum Hauptgeschäft der Wörthersee Schifffahrt. Das Angebot wurde um Rundfahrten, Charterfahrten, Party-Boote, uvm. erweitert. 2008 wurde die Wörthersee Schifffahrt, die mittlerweile unter der Leitung der Stadtwerke Klagenfurt stand, teilprivatisiert. Im Oktober 2010 wurde der Unternehmer Martin Ramusch, der bis dahin 49 % der Anteile hielt, Alleineigentümer. Bei der Übernahme wurden alle Mitarbeiter übernommen. Seit 2015 ist die Wörthersee Schifffahrt auch der Sitz für das Büro von Maltas Honorarkonsulat in Kärnten.

## Schifffahrt
Eine Rundfahrt um den Wörthersee dauert 3 Stunden und 45 Minuten. Die Strecke Klagenfurt–Velden (Kurzrundfahrt) kann in einer Stunde und 45 Minuten bewältigt werden. Für die Mitfahrt ist ein Ticket erforderlich, das direkt an Bord oder im Internet erhältlich ist. Nach dem Ausstieg bei der Kärnten-Card, wird stattdessen mit dem Top 3 Kärnten Kombiticket der Besuch des Aussichtsturms am Pyramidenkogel, im Minimundus und die Fahrten der Wörthersee Schifffahrt angeboten.
Es wird folgende Strecke befahren (Stand: 2021):
- Klagenfurt – Krumpendorf – Reifnitz – Maria Wörth – Pörtschach Landspitz – Pörtschach Werzer – Dellach – Kraftwerk Forstsee – Velden (und retour)
- Klagenfurt – Velden (und retour; Non-Stop-Verbindung)

## Flotte
| Name                  | Baujahr | Erneuerung(en) | Länge   | Breite | Personen | Sonstiges     |
| --------------------- | ------- | -------------- | ------- | ------ | -------- | ------------- |
| Thalia                | 1909    | 1988           | 39,35 m | 6,30 m | 300      | Dampfschiff   |
| Klagenfurt            | 1974    | 1988           | 38,10 m | 7,70 m | 300      | Motorschiff   |
| Kärnten               | 1974    | 1993 2011      | 38,10 m | 7,70 m | 300      | Motorschiff   |
| Velden (ex Wiesbaden) | 1966    | 1989           | 24,40 m | 4,60 m | 100      | Motorschiff   |
| Maria Wörth           | 2012    | –              | 18,90 m | 5,10 m | 60       | Elektroschiff |

### Bilder

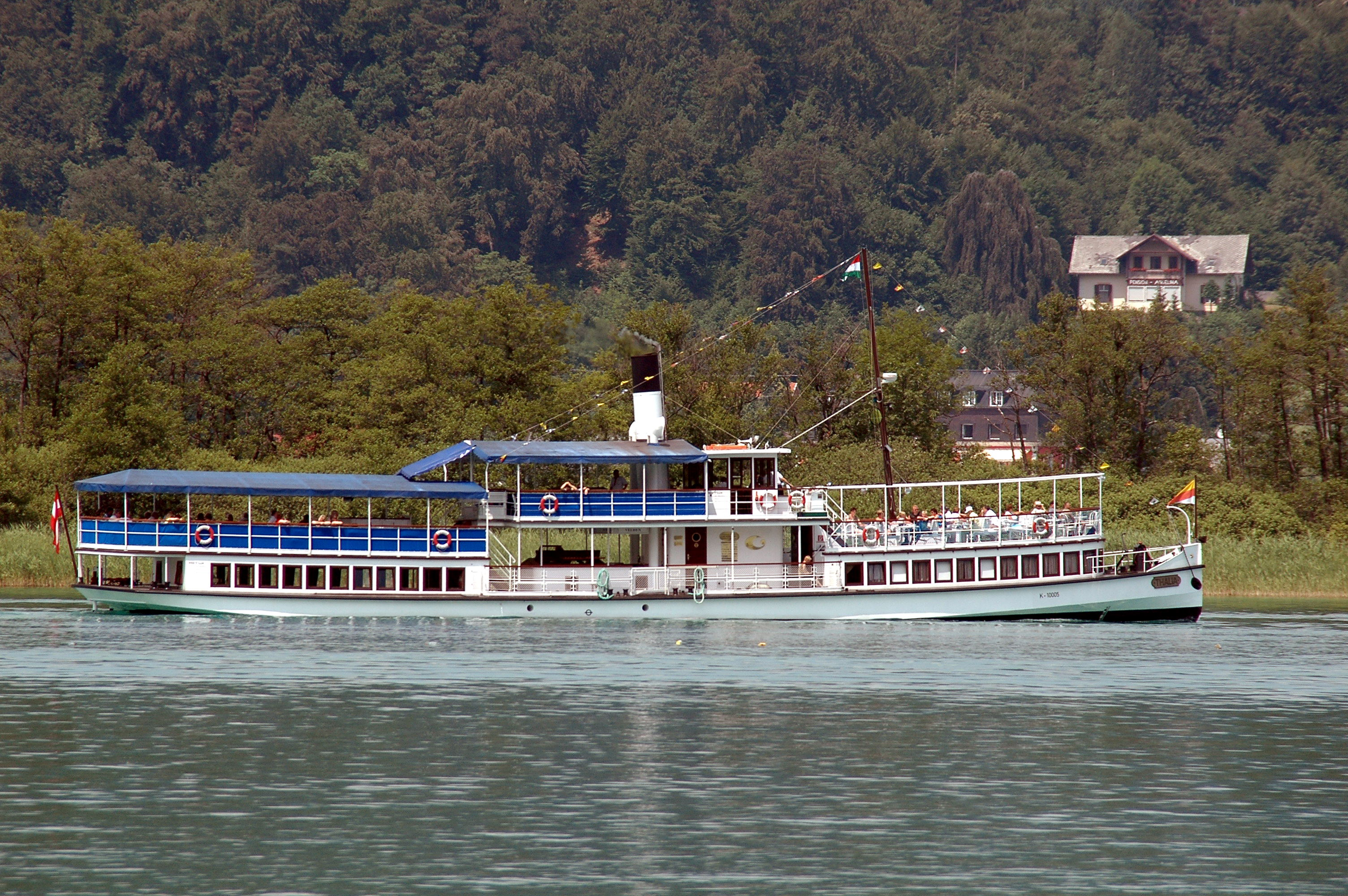
Dampfer Thalia
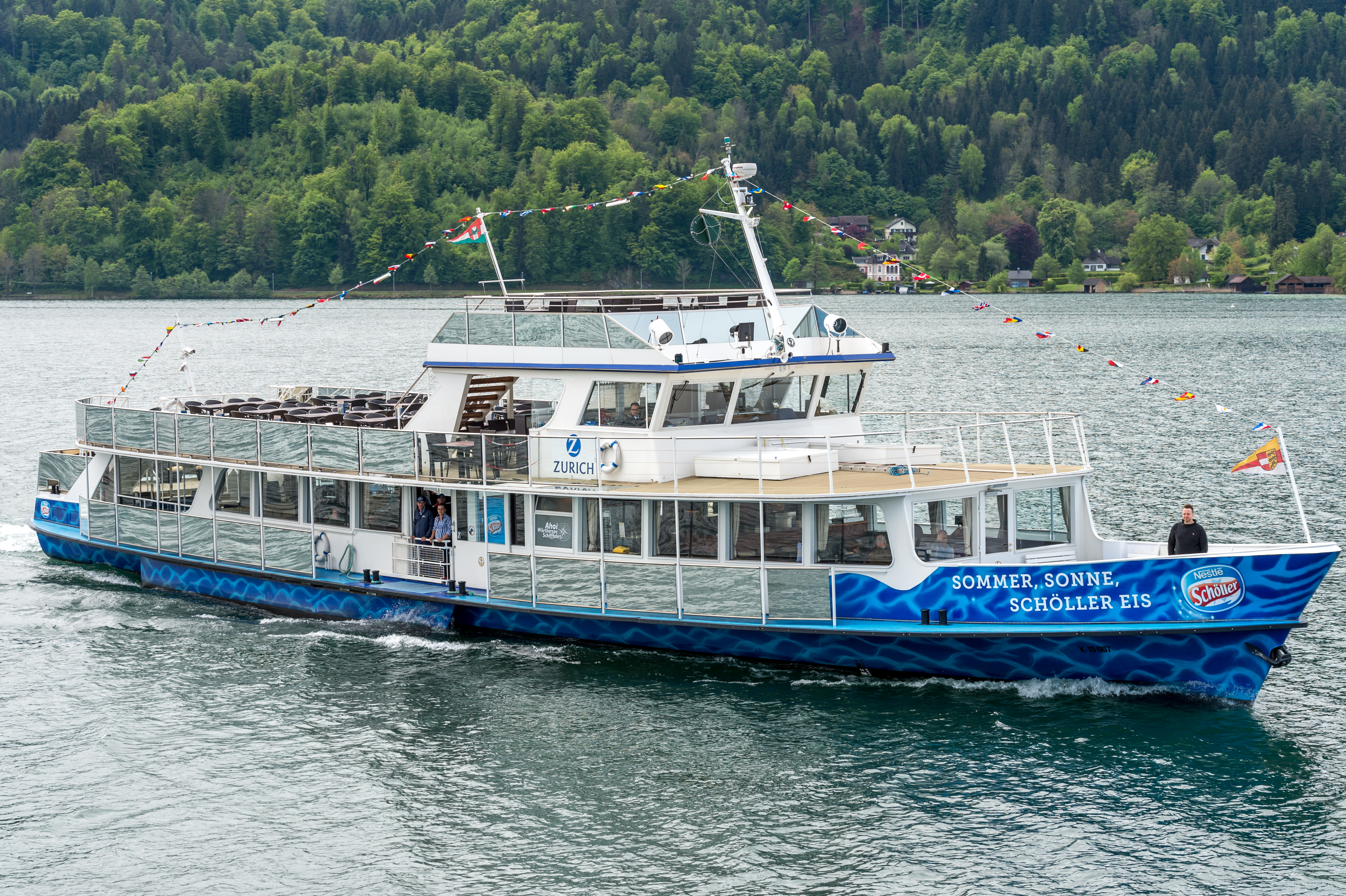
Motorschiff Klagenfurt
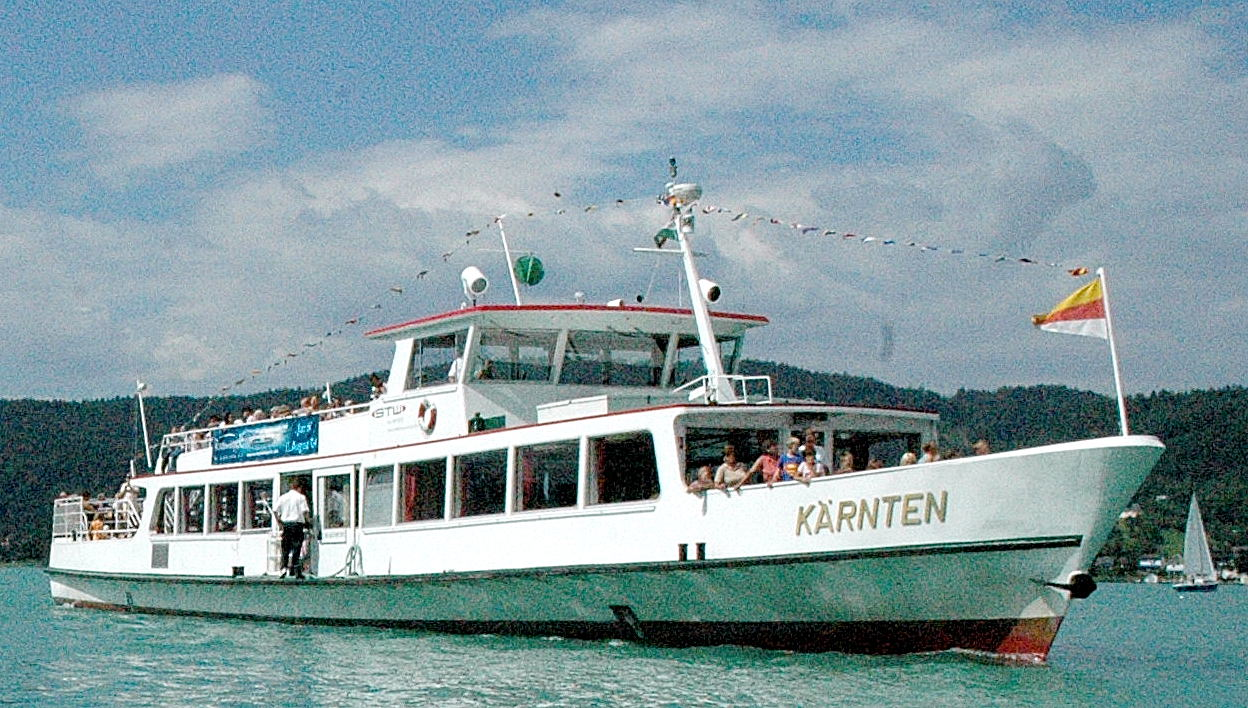
Motorschiff Kärnten
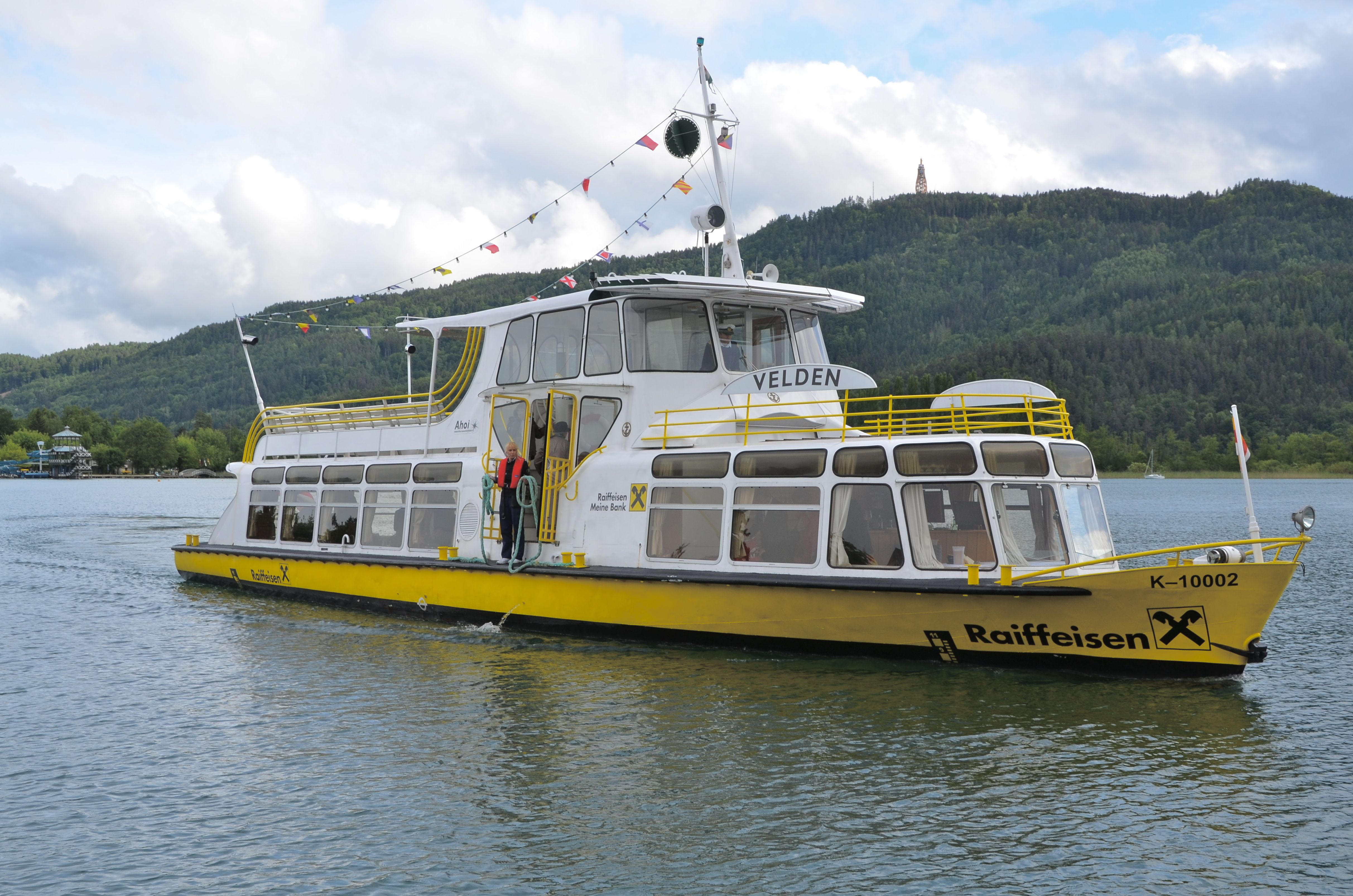
Motorschiff Velden